# Hajji Muhammad Ali Khan
Haji Muhammad Ali Khan Zarnavai fou kan de Xirvan.
Va ser nomenat per Nadir Shah el 1742, durant la seva reconquesta del Daguestan. El 1748 va establir la seva capital a Nova Shemakha (Agsu). Després de la mort de Nadir el caps militars nòmades feudals de Xirvan van retirar el suport al kan i van començar a afavorir a dos germans que dirigien el clan Sarkar de la tribu turcman del Khantxoban, de noms Muhammad Said khan i Aghasi Khan. Hajji Muhammad Ali Khan va morir en combat el 1765 (el 1763 en algunes fonts) i la seva capital Agsu va ser ocupada per Muhammad Said khan i Aghasi Khan que van governar conjuntament a Xirvan.